# 박석환 (공무원)
박석환(朴錫煥, 1955년 10월 27일 ~ , 경남 사천)은 대한민국의 외무공무원이다. 

## 학력
- 경남고등학교 졸업
- 1978년 : 고려대학교 법학 학사

## 경력
- 1979.05 : 제13회 외무고시 합격
- 1979.07 : 외무부 근무
- 1987.06 : 주일본 대사관 2등서기관
- 1990.05 : 주 불가리아 대사관 1등서기관
- 1993.05 : 대통령비서실 근무
- 1996.02 : 외교통상부 통상제1과장
- 1997.12 : 주중국 대사관 참사관
- 2000.12 : 주상하이 총영사관 부총영사
- 2003.05 : 외교통상부 의전심의관
- 2004.12 : 주 일본 대사관 공사
- 2008.03 : 외교통상부 의전장
- 2010.01 : 주베트남 대사관 대사
- 2011.02 : 외교통상부 제1차관
- 2012.08 : 주영국 대사관 대사
- 2016.02 ~ 2019.08 : 제8대 한국가스연맹 사무총장

## 참고
| 전임 신각수 | 제13대 외교통상부 제1차관 2011년 2월 9일 ~ 2012년 3월 2일 | 후임 안호영 |

| 전임 추규호 | 제21대 주 영국 대사 2012년 9월 ~ 2013년 6월 | 후임 임성남 |